# 2019 en els vols espacials
Aquest article és una llista d'esdeveniments de vols espacials relacionats que es van produir el 2019.

## Resum

### Exploració lunar
La sonda xinesa Chang'e 4 va fer el primer aterratge suau de la humanitat a la cara oculta de la Lluna el 3 de gener, va alliberar l'astromòbil Yutu 2 per explorar la superfície lunar de la cara oculta per primera vegada en la història de la humanitat. SpaceIL d'Israel, un dels participants al fallit Google Lunar X Prize va llançar al febrer la primera missió privada a la Lluna. El mòdul de descens Beresheet de SpaceIL va fer l'intent d'aterratge a l'abril, però es va estavellar a la Lluna. L'Índia va llançar l'esperat orbitador/mòdul de descens/astromòbil lunar Chandrayaan-2 al juliol; l'orbitador va arribar a l'òrbita lunar al setembre, però el mòdul de descens Vikram es va estavellar a la superfície lunar.

### Exploració del sistema solar
La sonda New Horizons va aproximar-se a l'objecte del cinturó de Kuiper 486958 Arrokoth l'1 de gener. Aquest és l'objecte més llunyà del Sol que mai ha sigut visitat amb una nau espacial. La missió d'exploració d'asteroides japonès Hayabusa2 va fer un segon descens a 162173 Ryugu per recollir mostres, i va partir cap a la Terra el 12 de novembre. La NASA va declarar la missió de l'astromòbil marcià Opportunity' finalitzada el 13 de febrer. El mòdul de descens InSight va registrar el primer terratrèmol marcià a l'abril.

### Vol espacial tripulat
En aquest any es van veure les primeres missions de proves del Programa Tripulat Espacial Comercial dels Estats Units, amb l'objectiu de recuperar la capacitat de vol espacial tripulat d'aquest país després del retir del Transbordador Espacial el 2011. En un vol de prova no tripulat, la Dragon 2 de SpaceX va volar amb èxit en un Falcon 9 fins l'Estació Espacial Internacional el 3 de març de 2019; la missió amb tripulació es va retardar quan va explotar la càpsula recuperada durant les proves del 20 d'abril. La CST-100 Starliner de Boeing va llançar un vol de prova no tripulat similar en un Atlas V el 20 de desembre, però una anomalia durant el llançament va provocar que no pogués arribar a l'EEI i va haver d'aterrar dos dies després del llançament.

### Innovació en coets
A principis d'any, al voltant de 100 llançadors de satèl·lits petits estaven en ús actiu, en desenvolupament o, recentment han estat cancel·lats o aturats. Tres fabricants xinesos van llançar el seu primer coet orbital el 2019: El vol inaugural de OS-M1 al març no va arribar a l'òrbita, els vols inaugurals de Hyperbola-1 el juliol i de Jielong 1 a l'agost van tenir èxit. Les variants de PSLV-DL i PSLV-QL del PSLV indi primer van volar al gener i a l'abril respectivament.
SpaceX va començar a provar el sistema SpaceX Starship el 2019, amb un prototip no tripulat anomenat "Starhopper" volant 150 metres a l'aire en un vol de prova suborbital el 27 d'agost. El coet pesant Llarga Marxa 5 va tornar als vols el desembre, més de dos anys després de l'error de llançament de juliol de 2017 que provocar la suspensió dels vols del vehicle i va obligar a redissenyar el motor.
El Delta IV d'un "sol coet" va ser retirat a l'agost, i el coet Soiuz-FG que fou controlat analògicament es va retirar al setembre. A causa de la prohibició d'Ucraïna d'exportar el sistema de control a Rússia, el Rókot es va retirar després d'un vol final al desembre.

## Llançaments orbitals
, Decay:NA"
| ← Gen · Feb · Mar · Abr · Mai · Jun · Jul · Aug · Set · Oct · Nov · Des → |

| ← Gen · Feb · Mar · Abr · Mai · Jun · Jul · Aug · Set · Oct · Nov · Des → |

| ← Gen · Feb · Mar · Abr · Mai · Jun · Jul · Aug · Set · Oct · Nov · Des → |

| ← Gen · Feb · Mar · Abr · Mai · Jun · Jul · Aug · Set · Oct · Nov · Des → |

| ← Gen · Feb · Mar · Abr · Mai · Jun · Jul · Aug · Set · Oct · Nov · Des → |

| ← Gen · Feb · Mar · Abr · Mai · Jun · Jul · Aug · Set · Oct · Nov · Des → |

| ← Gen · Feb · Mar · Abr · Mai · Jun · Jul · Aug · Set · Oct · Nov · Des → |

| ← Gen · Feb · Mar · Abr · Mai · Jun · Jul · Aug · Set · Oct · Nov · Des → |

| ← Gen · Feb · Mar · Abr · Mai · Jun · Jul · Aug · Set · Oct · Nov · Des → |

| ← Gen · Feb · Mar · Abr · Mai · Jun · Jul · Aug · Set · Oct · Nov · Des → |

| ← Gen · Feb · Mar · Abr · Mai · Jun · Jul · Aug · Set · Oct · Nov · Des → |

## Llançaments suborbitals
| Data i hora (UTC)      | Coet | Coet                                                               | Plataforma de llançament                                | Plataforma de llançament                                                                 | LSP                                | LSP                                |
| ---------------------- | --- | ------------------------------------------------------------------ | ------------------------------------------------------- | ---------------------------------------------------------------------------------------- | ---------------------------------- | ---------------------------------- |
| Data i hora (UTC)      | Càrrega útil | Operador                                                           | Òrbita                                                  | Funció                                                                                   | Deteriorament (UTC)                | Resultat                           |
| Data i hora (UTC)      | Comentaris |                                                                    |                                                         |                                                                                          |                                    |                                    |
| 4 de gener 09:27       | Black Brant XIIA | Black Brant XIIA                                                   | Andøya                                                  | Andøya                                                                                   | NASA                               | NASA                               |
| 4 de gener 09:27       | CAPER-2 | Dartmouth College                                                  | Suborbital                                              | Investigació d'aurores                                                                   | 4 de gener                         | Reeixit                            |
| 4 de gener 09:27       | Apogeu: 774 km |                                                                    |                                                         |                                                                                          |                                    |                                    |
| 13 de gener 09:13      | Terrier-Improved Malemute | Terrier-Improved Malemute                                          | Andøya                                                  | Andøya                                                                                   | NASA                               | NASA                               |
| 13 de gener 09:13      | G-CHASER | Universitat de Colorado                                            | Suborbital                                              | Càrregues útils d'estudiants                                                             | 13 de gener                        | Reeixit                            |
| 13 de gener 09:13      | Apogeu: 174 km |                                                                    |                                                         |                                                                                          |                                    |                                    |
| 22 de gener            | Silver Sparrow ? | Silver Sparrow ?                                                   | F-15 Eagle, Israel                                      | F-15 Eagle, Israel                                                                       | IAF                                | IAF                                |
| 22 de gener            | | IAI/IDF                                                            | Suborbital                                              | Objectiu de prova per a míssils                                                          | 22 de gener                        | Reeixit                            |
| 22 de gener            | Objectiu Arrow III, interceptat amb èxit |                                                                    |                                                         |                                                                                          |                                    |                                    |
| 22 de gener            | Arrow III | Arrow III                                                          | Negev                                                   | Negev                                                                                    | IAF                                | IAF                                |
| 22 de gener            | | IAI/IDF                                                            | Suborbital                                              | Vol de prova                                                                             | 22 de gener                        | Reeixit                            |
| 22 de gener            | Intercepció amb èxit, Apogeu: ~200 km |                                                                    |                                                         |                                                                                          |                                    |                                    |
| 23 de gener 15:05      | New Shepard | New Shepard                                                        | Corn Ranch                                              | Corn Ranch                                                                               | Blue Origin                        | Blue Origin                        |
| 23 de gener 15:05      | Crew Capsule 2.0 | Blue Origin                                                        | Suborbital                                              | Vol de prova                                                                             | 23 de gener                        | Reeixit                            |
| 23 de gener 15:05      | Desè vol de prova del programa de desenvolupament New Shepard, quart amb el vehicle actual. |                                                                    |                                                         |                                                                                          |                                    |                                    |
| 6 de febrer 07:01      | Minuteman-III | Minuteman-III                                                      | Vandenberg Air Force Base LF-04                         | Vandenberg Air Force Base LF-04                                                          | Forces Aèries dels Estats Units    | Forces Aèries dels Estats Units    |
| 6 de febrer 07:01      | FTU-1 | Forces Aèries dels Estats Units                                    | Suborbital                                              | Vol de prova                                                                             | 6 de febrer                        | Reeixit                            |
| 6 de febrer 08:31      | RS-24 Iars | RS-24 Iars                                                         | Plesetsk                                                | Plesetsk                                                                                 | RVSN                               | RVSN                               |
| 6 de febrer 08:31      | | RVSN                                                               | Suborbital                                              | Prova de míssil                                                                          | 6 de febrer                        | Reeixit                            |
| 12 de febrer           | PDV-II | PDV-II                                                             | ITR IC-4                                                | ITR IC-4                                                                                 | DRDO                               | DRDO                               |
| 12 de febrer           | ASAT | DRDO                                                               | Suborbital                                              | Intercepció de satèl·lit                                                                 | 12 de febrer                       | Error de llançament                |
| 12 de febrer           | Primer intent de la Missió Shakhti (Prova ASAT amb Microsat-R com a objectiu) |                                                                    |                                                         |                                                                                          |                                    |                                    |
| 22 de febrer 16:54     | SpaceShipTwo | SpaceShipTwo                                                       | White Knight Two, des del Mojave Spaceport              | White Knight Two, des del Mojave Spaceport                                               | Virgin Galactic                    | Virgin Galactic                    |
| 22 de febrer 16:54     | VSS Unity | Virgin Galactic                                                    | Suborbital                                              | Vol de prova                                                                             | 22 de febrer                       | Reeixit                            |
| 22 de febrer 16:54     | Segon vol suborbital tripulat de SpaceShipTwo amb tres tripulants a bord, el pilot David Mackay, el copilot Mike Masucci i l'entrenador en cap Beth Moses, apogeu: 89,9 km |                                                                    |                                                         |                                                                                          |                                    |                                    |
| 2 de març 17:45        | SARGE | SARGE                                                              | Spaceport America, Nou Mèxic                            | Spaceport America, Nou Mèxic                                                             | Exos Aerospace                     | Exos Aerospace                     |
| 2 de març 17:45        | SARGE M1 | Exos Aerospace                                                     | Suborbital                                              | Investigació en microgravetat                                                            | 2 de març                          | Error parcial                      |
| 2 de març 17:45        | Segon llançament del vehicle de llançament suborbital SARGE, portava diverses petites càrregues útils d'investigació i tenia la intenció d'assolir una altitud màxima de 80 quilòmetres, però els forts vents van impedir que el coet aconseguís l'altura prevista, només va arribar a un apogeu de 20 km. |                                                                    |                                                         |                                                                                          |                                    |                                    |
| 25 de març 17:20       | ICBM-T2 | ICBM-T2                                                            | Ronald Reagan Ballistic Missile Defense Test Site       | Ronald Reagan Ballistic Missile Defense Test Site                                        | MDA                                | MDA                                |
| 25 de març 17:20       | Objectiu FTG-11 | MDA                                                                | Suborbital                                              | Objectiu ABM                                                                             | 25 de març                         | Reeixit                            |
| 25 de març 17:20       | Objectiu de míssils balístics per a la interceptació |                                                                    |                                                         |                                                                                          |                                    |                                    |
| 25 de març 17:30       | GBI-OBV | GBI-OBV                                                            | Vandenberg Air Force Base                               | Vandenberg Air Force Base                                                                | MDA                                | MDA                                |
| 25 de març 17:30       | Interceptor FTG-11 | MDA                                                                | Suborbital                                              | Objectiu ABM                                                                             | 25 de març                         | Reeixit                            |
| 25 de març 17:30       | Objectiu de míssils balístics per a la interceptació |                                                                    |                                                         |                                                                                          |                                    |                                    |
| 25 de març 17:31       | GBI-OBV | GBI-OBV                                                            | Vandenberg Air Force Base                               | Vandenberg Air Force Base                                                                | MDA                                | MDA                                |
| 25 de març 17:31       | Interceptor FTG-11 | MDA                                                                | Suborbital                                              | Objectiu ABM                                                                             | 25 de març                         | Reeixit                            |
| 25 de març 17:31       | Interceptor de míssils balístics |                                                                    |                                                         |                                                                                          |                                    |                                    |
| 27 de març 05:40       | PDV-II | PDV-II                                                             | ITR IC-4                                                | ITR IC-4                                                                                 | DRDO                               | DRDO                               |
| 27 de març 05:40       | ASAT | DRDO                                                               | Suborbital                                              | Intercepció de satèl·lit                                                                 | 27 de març                         | Reeixit                            |
| 27 de març 05:40       | Missió Shakhti (Prova ASAT amb Microsat-R com a objectiu), apogeu: 270 km, el satèl·lit va ser destruït amb èxit |                                                                    |                                                         |                                                                                          |                                    |                                    |
| 5 d'abril 22:14        | Black Brant XIA | Black Brant XIA                                                    | Andøya                                                  | Andøya                                                                                   | NASA                               | NASA                               |
| 5 d'abril 22:14        | AZURE 1 | Clemson                                                            | Suborbital                                              | Auroral                                                                                  | 5 d'abril                          | Reeixit                            |
| 5 d'abril 22:14        | Apogeu: 320 km |                                                                    |                                                         |                                                                                          |                                    |                                    |
| 5 d'abril 22:16        | Black Brant XIA | Black Brant XIA                                                    | Andøya                                                  | Andøya                                                                                   | NASA                               | NASA                               |
| 5 d'abril 22:16        | AZURE 2 | Clemson                                                            | Suborbital                                              | Auroral                                                                                  | 5 d'abril                          | Reeixit                            |
| 5 d'abril 22:16        | Apogeu: 320 km |                                                                    |                                                         |                                                                                          |                                    |                                    |
| 11 d'abril 16:51       | Black Brant IX | Black Brant IX                                                     | White Sands Missile Range                               | White Sands Missile Range                                                                | NASA                               | NASA                               |
| 11 d'abril 16:51       | CLASP-2 | NASA / NAOJ / JAXA / IAC / Institut d'astrophysique spatiale (IAS) | Suborbital                                              | Astronomia solar                                                                         | 11 d'abril                         | Reeixit                            |
| 11 d'abril 16:51       | Apogeu: 274 km |                                                                    |                                                         |                                                                                          |                                    |                                    |
| 21 d'abril             | Traveler IV | Traveler IV                                                        | Spaceport America, Nou Mèxic                            | Spaceport America, Nou Mèxic                                                             | USC Rocket Propulsion Lab          | USC Rocket Propulsion Lab          |
| 21 d'abril             | Flight test |                                                                    | Suborbital                                              | Vol de prova                                                                             | 21 d'abril                         | Reeixit                            |
| 21 d'abril             | Primer vol suborbital d'un equip d'estudiants. Apogeu: 104 km |                                                                    |                                                         |                                                                                          |                                    |                                    |
| 23 d'abril             | Terrier Malemute | Terrier Malemute                                                   | Pacific Missile Range Facility                          | Pacific Missile Range Facility                                                           | NNSA                               | NNSA                               |
| 23 d'abril             | HOT SHOT 2 | NNSA                                                               | Suborbital                                              | Experiments tecnològics                                                                  | 23 d'abril                         | Reeixit                            |
| 23 d'abril             | Apogeu: ~320 km? |                                                                    |                                                         |                                                                                          |                                    |                                    |
| 24 d'abril             | Terrier Malemute | Terrier Malemute                                                   | Pacific Missile Range Facility                          | Pacific Missile Range Facility                                                           | NNSA                               | NNSA                               |
| 24 d'abril             | HOT SHOT 3 | NNSA                                                               | Suborbital                                              | Experiments tecnològics                                                                  | 24 d'abril                         | Reeixit                            |
| 24 d'abril             | Apogeu: ~320 km? |                                                                    |                                                         |                                                                                          |                                    |                                    |
| 1 de maig 09:42        | Minuteman-III | Minuteman-III                                                      | Vandenberg Air Force Base LF-10                         | Vandenberg Air Force Base LF-10                                                          | Forces Aèries dels Estats Units    | Forces Aèries dels Estats Units    |
| 1 de maig 09:42        | | Forces Aèries dels Estats Units                                    | Suborbital                                              | Vol de prova                                                                             | 1 de maig                          | Reeixit                            |
| 2 de maig 13:35        | New Shepard | New Shepard                                                        | Corn Ranch                                              | Corn Ranch                                                                               | Blue Origin                        | Blue Origin                        |
| 2 de maig 13:35        | Crew Capsule 2.0 | Blue Origin                                                        | Suborbital                                              | Vol de prova                                                                             | 2 de maig                          | Reeixit                            |
| 2 de maig 13:35        | Va transportar 38 càrregues útils de recerca a l'espai |                                                                    |                                                         |                                                                                          |                                    |                                    |
| 3 de maig 20:45        | Momo 3 | Momo 3                                                             | Taiki Aerospace Research Field                          | Taiki Aerospace Research Field                                                           | Interstellar Technologies          | Interstellar Technologies          |
| 3 de maig 20:45        | Japó | Kochi University of Technology                                     | Suborbital                                              | Mesura de la propagació d'infrasons                                                      | 3 de maig                          | Reeixit                            |
| 3 de maig 20:45        | Apogeu: 113 km |                                                                    |                                                         |                                                                                          |                                    |                                    |
| 9 de maig 07:40        | Minuteman-III | Minuteman-III                                                      | Vandenberg Air Force Base LF-09                         | Vandenberg Air Force Base LF-09                                                          | Forces Aèries dels Estats Units    | Forces Aèries dels Estats Units    |
| 9 de maig 07:40        | | Forces Aèries dels Estats Units                                    | Suborbital                                              | Vol de prova                                                                             | 9 de maig                          | Reeixit                            |
| 9 de maig              | UGM-133 Trident II | UGM-133 Trident II                                                 | USS Rhode Island (SSBN-740), ETR                        | USS Rhode Island (SSBN-740), ETR                                                         | Marina dels Estats Units d'Amèrica | Marina dels Estats Units d'Amèrica |
| 9 de maig              | | Marina dels Estats Units d'Amèrica                                 | Suborbital                                              | Prova de míssil                                                                          | 9 de maig                          | Reeixit                            |
| 9 de maig              | Demonstration and Shakedown Operation (DASO) 29 |                                                                    |                                                         |                                                                                          |                                    |                                    |
| 10 de maig             | SM-3-IB | SM-3-IB                                                            | USS Roosevelt (DDG-80), Hebrides Range                  | USS Roosevelt (DDG-80), Hebrides Range                                                   | Marina dels Estats Units d'Amèrica | Marina dels Estats Units d'Amèrica |
| 10 de maig             | | Marina dels Estats Units d'Amèrica                                 | Suborbital                                              | Vol de prova                                                                             | 10 de maig                         | Reeixit                            |
| 10 de maig             | FS-19 E4, Apogeu: ~150 km? |                                                                    |                                                         |                                                                                          |                                    |                                    |
| 23 de maig             | Shaheen-II | Shaheen-II                                                         | Sonmiani                                                | Sonmiani                                                                                 | ASFC                               | ASFC                               |
| 23 de maig             | | ASFC                                                               | Suborbital                                              | Prova de míssil                                                                          | 23 de maig                         | Reeixit                            |
| 13 de juny 02:21       | VSB-30? | VSB-30?                                                            | Esrange                                                 | Esrange                                                                                  | DLR / SSC                          | DLR / SSC                          |
| 13 de juny 02:21       | ATEK/MAPHEUS-8 | DLR                                                                | Suborbital                                              | Demostració tecnològica                                                                  | 13 de juny                         | Reeixit                            |
| 13 de juny 02:21       | Apogeu: 240 km |                                                                    |                                                         |                                                                                          |                                    |                                    |
| 19 de juny 11:28       | Black Brant IX | Black Brant IX                                                     | Kwajalein Atoll                                         | Kwajalein Atoll                                                                          | NASA                               | NASA                               |
| 19 de juny 11:28       | TooWINDY 1 | NASA                                                               | Suborbital                                              | Investigació de la ionosfera                                                             | 19 de juny                         | Reeixit                            |
| 19 de juny 11:28       | Apogeu: 373 km |                                                                    |                                                         |                                                                                          |                                    |                                    |
| 19 de juny 11:33       | Black Brant IX | Black Brant IX                                                     | Kwajalein Atoll                                         | Kwajalein Atoll                                                                          | NASA                               | NASA                               |
| 19 de juny 11:33       | TooWINDY 2 | NASA                                                               | Suborbital                                              | Investigació de la ionosfera                                                             | 19 de juny                         | Reeixit                            |
| 19 de juny 11:33       | Apogeu: 412 km |                                                                    |                                                         |                                                                                          |                                    |                                    |
| 20 de juny 09:38       | Terrier-Improved Orion | Terrier-Improved Orion                                             | Wallops Flight Facility                                 | Wallops Flight Facility                                                                  | NASA                               | NASA                               |
| 20 de juny 09:38       | RockOn | Universitat de Colorado                                            | Suborbital                                              | Càrregues útils dels estudiants                                                          | 20 de juny                         | Reeixit                            |
| 20 de juny 09:38       | Apogeu: 117 km |                                                                    |                                                         |                                                                                          |                                    |                                    |
| 24 de juny 06:52       | VSB-30 | VSB-30                                                             | Esrange                                                 | Esrange                                                                                  | EuroLaunch                         | EuroLaunch                         |
| 24 de juny 06:52       | MASER-14 | SSC                                                                | Suborbital                                              | Microgravetat                                                                            | 24 de juny                         | Reeixit                            |
| 24 de juny 06:52       | Apogeu: 260 km |                                                                    |                                                         |                                                                                          |                                    |                                    |
| 29 de juny 18:00       | SARGE | SARGE                                                              | Spaceport America, Nou Mèxic                            | Spaceport America, Nou Mèxic                                                             | Exos Aerospace                     | Exos Aerospace                     |
| 29 de juny 18:00       | SARGE M1 | Exos Aerospace                                                     | Suborbital                                              | Recerca en microgravetat                                                                 | 29 de juny                         | Error de llançament                |
| 29 de juny 18:00       | Tercer llançament del vehicle de llançament suborbital SARGE, portava diverses càrregues útils de recerca petites per a nou clients. El vol va fallar segons després del llançament. No obstant això, el coet es va recuperar. |                                                                    |                                                         |                                                                                          |                                    |                                    |
| 2 de juliol 11:00      | Orion Abort Test Booster | Orion Abort Test Booster                                           | Cap Canaveral SLC-46                                    | Cap Canaveral SLC-46                                                                     | NASA                               | NASA                               |
| 2 de juliol 11:00      | Orion Ascent Abort-2 | NASA                                                               | Suborbital                                              | Vol de prova                                                                             | 2 de juliol                        | Reeixit                            |
| 2 de juliol 11:00      | Prova d'avortament en vol durant les càrregues aerodinàmiques més altes. Es va utilitzar en aquesta missió un impulsador específic reutilitzat d'un míssil LGM-118 Peacekeeper. |                                                                    |                                                         |                                                                                          |                                    |                                    |
| 24 de juliol           | Shahab-3 | Shahab-3                                                           | Iran                                                    | Iran                                                                                     | IRGC                               | IRGC                               |
| 24 de juliol           | | IRGC                                                               | Suborbital                                              | Prova de míssil                                                                          | 24 de juliol                       | Reeixit                            |
| 24 de juliol           | Apogeu: ~150 km |                                                                    |                                                         |                                                                                          |                                    |                                    |
| 26 de juliol           | RS-12M Topol | RS-12M Topol                                                       | Kapustin Iar                                            | Kapustin Iar                                                                             | RVSN                               | RVSN                               |
| 26 de juliol           | | RVSN                                                               | Suborbital                                              | Prova de míssil                                                                          | 26 de juliol                       | Reeixit                            |
| 26 de juliol ?         | eMRBM ? | eMRBM ?                                                            | C-17, Pacific Ocean ?                                   | C-17, Pacific Ocean ?                                                                    | MDA                                | MDA                                |
| 26 de juliol ?         | FTA-01 | MDA                                                                | Suborbital                                              | Objectiu Arrow III                                                                       | 26 de juliol ?                     | Reeixit                            |
| 26 de juliol ?         | Apogeu: 300 km, l'exercici FTA-01 va veure tres objectius de gamma mitjana de l'Agència de Defensa dels Míssils dels Estats Units de tipus no revelat llançats des d'una ubicació no revelada en dates no revelades al juliol, tots interceptats pels interceptors Arrow 3 israelians llançats des de Kodiak, Alaska. |                                                                    |                                                         |                                                                                          |                                    |                                    |
| 26 de juliol ?         | Arrow III | Arrow III                                                          | Kodiak                                                  | Kodiak                                                                                   | IAF / MDA                          | IAF / MDA                          |
| 26 de juliol ?         | FTA-01 | MDA/IDF                                                            | Suborbital                                              | Prova ABM                                                                                | 26 de juliol ?                     | Reeixit                            |
| 26 de juliol ?         | Míssil objectiu interceptat, Apogeu: 100 km |                                                                    |                                                         |                                                                                          |                                    |                                    |
| 26 de juliol ?         | eMRBM ? | eMRBM ?                                                            | C-17, Oceà Pacífic ?                                    | C-17, Oceà Pacífic ?                                                                     | MDA                                | MDA                                |
| 26 de juliol ?         | FTA-01 | MDA                                                                | Suborbital                                              | Objectiu Arrow III                                                                       | 26 de juliol ?                     | Reeixit                            |
| 26 de juliol ?         | Apogeu: 300 km, interceptat amb èxit |                                                                    |                                                         |                                                                                          |                                    |                                    |
| 26 de juliol ?         | Arrow III | Arrow III                                                          | Kodiak                                                  | Kodiak                                                                                   | IAF / MDA                          | IAF / MDA                          |
| 26 de juliol ?         | FTA-01 | MDA/IDF                                                            | Suborbital                                              | Prova ABM                                                                                | 26 de juliol ?                     | Reeixit                            |
| 26 de juliol ?         | Míssil objectiu interceptat, Apogeu: 100 km |                                                                    |                                                         |                                                                                          |                                    |                                    |
| 26 de juliol ?         | eMRBM ? | eMRBM ?                                                            | C-17, Oceà Pacífic ?                                    | C-17, Oceà Pacífic ?                                                                     | MDA                                | MDA                                |
| 26 de juliol ?         | FTA-01 | MDA                                                                | Suborbital                                              | Objectiu Arrow III                                                                       | 26 de juliol ?                     | Reeixit                            |
| 26 de juliol ?         | Apogeu: 300 km, interceptat amb èxit |                                                                    |                                                         |                                                                                          |                                    |                                    |
| 26 de juliol ?         | Arrow III | Arrow III                                                          | Kodiak                                                  | Kodiak                                                                                   | IAF / MDA                          | IAF / MDA                          |
| 26 de juliol ?         | FTA-01 | MDA/IDF                                                            | Suborbital                                              | Prova ABM                                                                                | 26 de juliol ?                     | Reeixit                            |
| 26 de juliol ?         | Míssil objectiu interceptat, Apogeu: 100 km |                                                                    |                                                         |                                                                                          |                                    |                                    |
| 27 de juliol 07:20     | Momo 4 | Momo 4                                                             | Taiki Aerospace Research Field                          | Taiki Aerospace Research Field                                                           | Interstellar Technologies          | Interstellar Technologies          |
| 27 de juliol 07:20     | Japó | Kochi University of Technology                                     | Suborbital                                              | Mesura de la propagació d'infrasons                                                      | 27 de juliol                       | Error de llançament                |
| 27 de juliol 07:20     | El coet va patir una aturada precoç del motor i només va arribar als 13 km d'altitud. |                                                                    |                                                         |                                                                                          |                                    |                                    |
| 11 d'agost 06:07       | Black Brant IX | Black Brant IX                                                     | White Sands Missile Range                               | White Sands Missile Range                                                                | NASA                               | NASA                               |
| 11 d'agost 06:07       | SISTINE | Universitat de Colorado                                            | Suborbital                                              | Astronomia UV                                                                            | 11 d'agpst                         | Reeixit                            |
| 11 d'agost 06:07       | Apogeu: 259 km |                                                                    |                                                         |                                                                                          |                                    |                                    |
| 12 d'agost 09:44       | Terrier-Improved Malemute | Terrier-Improved Malemute                                          | Wallops Flight Facility                                 | Wallops Flight Facility                                                                  | NASA                               | NASA                               |
| 12 d'agost 09:44       | RockSat-X | NASA                                                               | Suborbital                                              | Experiments estudiantils                                                                 | 12 d'agost                         | Reeixit                            |
| 12 d'agost 09:44       | Apogeu: 154 km |                                                                    |                                                         |                                                                                          |                                    |                                    |
| 24 d'agost             | R-29RMU Sineva | R-29RMU Sineva                                                     | K-114 Tula, prop del pol nord                           | K-114 Tula, prop del pol nord                                                            | VMF                                | VMF                                |
| 24 d'agost             | | VMF                                                                | Suborbital                                              | Prova de míssils                                                                         | 24 d'agost                         | Reeixit                            |
| 24 d'agost             | RSM-56 Bulava | RSM-56 Bulava                                                      | K-535 Yury Dolgorukiy, Mar de Barents                   | K-535 Yury Dolgorukiy, Mar de Barents                                                    | VMF                                | VMF                                |
| 24 d'agost             | | VMF                                                                | Suborbital                                              | Prova de míssils                                                                         | 24 d'agost                         | Reeixit                            |
| 30 d'agost             | eMRBM ? | eMRBM ?                                                            | C-17, Oceà Pacífic                                      | C-17, Oceà Pacífic                                                                       | MDA                                | MDA                                |
| 30 d'agost             | FTT-23 | MDA                                                                | Suborbital                                              | Objectiu ABM                                                                             | 30 d'agost                         | Reeixit                            |
| 30 d'agost             | Apogeu: 300 km, interceptat amb èxit |                                                                    |                                                         |                                                                                          |                                    |                                    |
| 30 d'agost             | THAAD | THAAD                                                              | Ronald Reagan Ballistic Missile Defense Test Site       | Ronald Reagan Ballistic Missile Defense Test Site                                        | Exèrcit dels EUA                   | Exèrcit dels EUA                   |
| 30 d'agost             | FTT-23 | Exèrcit dels EUA/MDA                                               | Suborbital                                              | Prova ABM                                                                                | 30 d'agost                         | Reeixit                            |
| 30 d'agost             | Míssil objectiu interceptat, Apogeu: 100 km |                                                                    |                                                         |                                                                                          |                                    |                                    |
| 4 de setembre          | UGM-133 Trident II | UGM-133 Trident II                                                 | USS Nebraska (SSBN-739), Pacific Missile Range Facility | USS Nebraska (SSBN-739), Pacific Missile Range Facility                                  | Marina dels Estats Units d'Amèrica | Marina dels Estats Units d'Amèrica |
| 4 de setembre          | | Marina dels Estats Units d'Amèrica                                 | Suborbital                                              | Prova de míssils                                                                         | 4 de setembre                      | Reeixit                            |
| 4 de setembre          | Commander Evaluation Test (CET) |                                                                    |                                                         |                                                                                          |                                    |                                    |
| 4 de setembre          | UGM-133 Trident II | UGM-133 Trident II                                                 | USS Nebraska (SSBN-739), Pacific Missile Range Facility | USS Nebraska (SSBN-739), Pacific Missile Range Facility                                  | Marina dels Estats Units d'Amèrica | Marina dels Estats Units d'Amèrica |
| 4 de setembre          | | Marina dels Estats Units d'Amèrica                                 | Suborbital                                              | Prova de míssils                                                                         | 4 de setembre                      | Reeixit                            |
| 4 de setembre          | Commander Evaluation Test (CET) |                                                                    |                                                         |                                                                                          |                                    |                                    |
| 6 de setembre          | UGM-133 Trident II | UGM-133 Trident II                                                 | USS Nebraska (SSBN-739), Pacific Missile Range Facility | USS Nebraska (SSBN-739), Pacific Missile Range Facility                                  | Marina dels Estats Units d'Amèrica | Marina dels Estats Units d'Amèrica |
| 6 de setembre          | | Marina dels Estats Units d'Amèrica                                 | Suborbital                                              | Prova de míssils                                                                         | 6 de setembre                      | Reeixit                            |
| 6 de setembre          | Commander Evaluation Test (CET) |                                                                    |                                                         |                                                                                          |                                    |                                    |
| 6 de setembre          | UGM-133 Trident II | UGM-133 Trident II                                                 | USS Nebraska (SSBN-739), Pacific Missile Range Facility | USS Nebraska (SSBN-739), Pacific Missile Range Facility                                  | Marina dels Estats Units d'Amèrica | Marina dels Estats Units d'Amèrica |
| 6 de setembre          | | Marina dels Estats Units d'Amèrica                                 | Suborbital                                              | Prova de míssils                                                                         | 6 de setembre                      | Reeixit                            |
| 6 de setembre          | Commander Evaluation Test (CET) |                                                                    |                                                         |                                                                                          |                                    |                                    |
| 18 de setembre 09:30 ? | Black Brant IX | Black Brant IX                                                     | Wallops Flight Facility                                 | Wallops Flight Facility                                                                  | NASA                               | NASA                               |
| 18 de setembre 09:30 ? | Estats Units d'Amèrica | DoD                                                                | Suborbital                                              | Demostració tecnològica                                                                  | 18 de setembre                     | Reeixit                            |
| 18 de setembre 09:30 ? | Apogeu: 200 km |                                                                    |                                                         |                                                                                          |                                    |                                    |
| 30 de setembre 18:04   | Black Brant IX | Black Brant IX                                                     | White Sands Missile Range                               | White Sands Missile Range                                                                | NASA                               | NASA                               |
| 30 de setembre 18:04   | ESIS | Montana State University                                           | Suborbital                                              | Investigació solar                                                                       | 30 de setembre                     | Reeixit                            |
| 30 de setembre 18:04   | Apogeu: 246 km |                                                                    |                                                         |                                                                                          |                                    |                                    |
| 30 de setembre         | RS-12M Topol | RS-12M Topol                                                       | Plesetsk                                                | Plesetsk                                                                                 | RVSN                               | RVSN                               |
| 30 de setembre         | | RVSN                                                               | Suborbital                                              | Prova de míssils                                                                         | 30 de setembre                     | Reeixit                            |
| 2 d'octubre 08:13      | Minuteman-III | Minuteman-III                                                      | Vandenberg Air Force Base LF-10                         | Vandenberg Air Force Base LF-10                                                          | Forces Aèries dels Estats Units    | Forces Aèries dels Estats Units    |
| 2 d'octubre 08:13      | | Forces Aèries dels Estats Units                                    | Suborbital                                              | Vol de prova                                                                             | 2 d'octubre                        | Reeixit                            |
| 7 d'octubre 15:00      | Black Brant IX | Black Brant IX                                                     | White Sands Missile Range                               | White Sands Missile Range                                                                | NASA                               | NASA                               |
| 7 d'octubre 15:00      | DUST | GSFC                                                               | Suborbital                                              | Física                                                                                   | 7 d'octubre                        | Reeixit                            |
| 7 d'octubre 15:00      | Apogeu: 338 km |                                                                    |                                                         |                                                                                          |                                    |                                    |
| 17 d'octubre           | RS-24 Iars | RS-24 Iars                                                         | Plesetsk                                                | Plesetsk                                                                                 | RVSN                               | RVSN                               |
| 17 d'octubre           | | RVSN                                                               | Suborbital                                              | Prova de míssils                                                                         | 17 d'octubre                       | Reeixit                            |
| 17 d'octubre           | R-29RMU Sineva | R-29RMU Sineva                                                     | K-18 Karelia, Mar de Barents                            | K-18 Karelia, Mar de Barents                                                             | VMF                                | VMF                                |
| 17 d'octubre           | | VMF                                                                | Suborbital                                              | Prova de míssils                                                                         | 17 d'octubre                       | Reeixit                            |
| 17 d'octubre           | R-29R Volna | R-29R Volna                                                        | K-44 Ryazan, Mar d'Okhotsk                              | K-44 Ryazan, Mar d'Okhotsk                                                               | VMF                                | VMF                                |
| 17 d'octubre           | | VMF                                                                | Suborbital                                              | Prova de míssils                                                                         | 17 d'octubre                       | Reeixit                            |
| 25 d'octubre 00:00     | Terrier-Improved Malemute | Terrier-Improved Malemute                                          | Wallops Flight Facility                                 | Wallops Flight Facility                                                                  | NASA                               | NASA                               |
| 25 d'octubre 00:00     | SubTec-8 | NASA                                                               | Suborbital                                              | Demostració tecnològica                                                                  | 25 d'octubre                       | Reeixit                            |
| 25 d'octubre 00:00     | Apogeu: 209 km |                                                                    |                                                         |                                                                                          |                                    |                                    |
| 26 d'octubre 17:42     | SARGE | SARGE                                                              | Spaceport America, Nou Mèxic                            | Spaceport America, Nou Mèxic                                                             | Exos Aerospace                     | Exos Aerospace                     |
| 26 d'octubre 17:42     | SARGE M1 | Exos Aerospace                                                     | Suborbital                                              | Investigació de microgravetat                                                            | 26 d'octubre                       | Error de llançament                |
| 26 d'octubre 17:42     | Quart llançament del vehicle de llançament suborbital SARGE, portava diverses petites càrregues útils de recerca. El coet va perdre el control de l'actitud segons després del llançament. Diversos trossos de runa van tornar a tocar terra i el cos del coet es va estavellar prop de la plataforma de llançament gairebé tres minuts i mig després de l'enlairament. El coet va assolir una altitud màxima d'uns 12,6 km, molt lluny de l'altitud prevista d'almenys 80 km. |                                                                    |                                                         |                                                                                          |                                    |                                    |
| 28 d'octubre 04:30     | Black Brant IX | Black Brant IX                                                     | White Sands Missile Range                               | White Sands Missile Range                                                                | NASA                               | NASA                               |
| 28 d'octubre 04:30     | FORTIS-4 | JHU                                                                | Suborbital                                              | Astronomia UV                                                                            | 28 d'octubre                       | Reeixit                            |
| 28 d'octubre 04:30     | Apogeu: 261 km. Càrrega útil: Telescopi Experimental FORTIS (Far-ultraviolet Off Rowland-circle Telescope for Imaging and Spectroscopy) i Next-Generation Microshutter Array (NGMSA). Es va estudiar la manera com les supernoves expulsen el gas de la galàxia M33. L'objectiu és entendre el reciclatge de la matèria entre generacions estel·lars de la galàxia. L'experiment va ser un èxit.                                                                               |                                                                    |                                                         |                                                                                          |                                    |                                    |
| 30 d'octubre           | RSM-56 Bulava | RSM-56 Bulava                                                      | K-549 Knyaz Vladimir, Mar blanc                         | K-549 Knyaz Vladimir, Mar blanc                                                          | VMF                                | VMF                                |
| 30 d'octubre           | | VMF                                                                | Suborbital                                              | Prova de míssils                                                                         | 30 d'octubre                       | Reeixit                            |
| 4 de novembre 14:15    | Motors d'avortament de llançament del Starliners | Motors d'avortament de llançament del Starliners                   | White Sands Missile Range                               | White Sands Missile Range                                                                | Boeing                             | Boeing                             |
| 4 de novembre 14:15    | Starliner | Boeing                                                             | Suborbital                                              | Prova de sistemes d'emergència d'escapament; prova d'avortament en la zona de llançament | 4 de novembre                      | Reeixit                            |
| 4 de novembre 14:15    | Apogeu: 1349 metres |                                                                    |                                                         |                                                                                          |                                    |                                    |
| 15 de novembre 09:35   | VSB-30 | VSB-30                                                             | Esrange                                                 | Esrange                                                                                  | EuroLaunch                         | EuroLaunch                         |
| 15 de novembre 09:35   | TEXUS-56 | DLR / ESA                                                          | Suborbital                                              | Microgravetat                                                                            | 15 de novembre                     | Reeixit                            |
| 15 de novembre 09:35   | Apogeu: 256 km |                                                                    |                                                         |                                                                                          |                                    |                                    |
| 16 de novembre 14:02   | Agni II | Agni II                                                            | Integrated Test Range                                   | Integrated Test Range                                                                    | Exèrcit indi / DRDO                | Exèrcit indi / DRDO                |
| 16 de novembre 14:02   | | Exèrcit indi/DRDO                                                  | Suborbital                                              | Prova de míssils                                                                         | 16 de novembre                     | Reeixit                            |
| 22 de novembre 15:19   | SpaceLoft XL | SpaceLoft XL                                                       | Spaceport America                                       | Spaceport America                                                                        | UP Aerospace                       | UP Aerospace                       |
| 22 de novembre 15:19   | FOP-7, ADS-B experiment | NASA                                                               | Suborbital                                              | Experiments tecnològics                                                                  | 22 de novembre                     | Reeixit                            |
| 22 de novembre 15:19   | Mission SL-14, Apogeu: 92 km |                                                                    |                                                         |                                                                                          |                                    |                                    |
| 26 de novembre 07:43   | Terrier-Improved Malemute | Terrier-Improved Malemute                                          | Ny-Aalesund                                             | Ny-Aalesund                                                                              | NASA                               | NASA                               |
| 26 de novembre 07:43   | ICI-5 | NASA/Oslo/Andøya                                                   | Suborbital                                              | Investigació de la ionosfera                                                             | 26 de novembre                     | Fracàs parcial                     |
| 26 de novembre 07:43   | Apogeu: 253 km, el coet va experimentar una anomalia de velocitat de rotació, que va impedir que els instruments funcionessin tal com es pretenia. |                                                                    |                                                         |                                                                                          |                                    |                                    |
| 28 de novembre         | RS-12M Topol | RS-12M Topol                                                       | Kapustin Iar                                            | Kapustin Iar                                                                             | RVSN                               | RVSN                               |
| 28 de novembre         | | RVSN                                                               | Suborbital                                              | Prova de míssils                                                                         | 28 de novembre                     | Reeixit                            |
| 30 de novembre 13:50   | Agni-III | Agni-III                                                           | ITR IC-4                                                | ITR IC-4                                                                                 | Indian Army                        | Indian Army                        |
| 30 de novembre 13:50   | | Exèrcit indi                                                       | Suborbital                                              | Prova de míssils                                                                         | 30 de novembre                     | Error de llançament                |
| 30 de novembre 13:50   | Es va dur a terme la prova nocturna de l'Agni-III. Segons els informes, el míssil va començar a divergir de la seva trajectòria de vol prevista després de recórrer una distància de 115 quilòmetres. Això va provocar que el control de la missió avortés posteriorment el vol. Es creu que un defecte de fabricació és la causa potencial del fracàs. |                                                                    |                                                         |                                                                                          |                                    |                                    |
| 10 de desembre 09:30   | Black Brant IX | Black Brant IX                                                     | Ny-Aalesund                                             | Ny-Aalesund                                                                              | NASA                               | NASA                               |
| 10 de desembre 09:30   | CHI | Clemson                                                            | Suborbital                                              | Investigació de la ionosfera                                                             | 10 de desembre                     | Reeixit                            |
| 10 de desembre 09:30   | Apogeu: 360 km |                                                                    |                                                         |                                                                                          |                                    |                                    |
| 11 de desembre 17:53   | New Shepard | New Shepard                                                        | Corn Ranch                                              | Corn Ranch                                                                               | Blue Origin                        | Blue Origin                        |
| 11 de desembre 17:53   | Crew Capsule 2.0 | Blue Origin                                                        | Suborbital                                              | de desembre/Lliurament de càrrega útil                                                   | 11 de desembre                     | Reeixit                            |
| 11 de desembre 17:53   | Altura màxima 104,5 quilòmetres. Va portar una sèrie de càrregues útils de recerca i educatives a l'espai. Sisè vol per a la combinació mòdul de propulsió + càpsula. Tant el mòdul de propulsió com la càpsula van aterrar amb èxit. |                                                                    |                                                         |                                                                                          |                                    |                                    |
| 12 de desembre 16:30   | MBAI | MBAI                                                               | Vandenberg Air Force Base TP-01                         | Vandenberg Air Force Base TP-01                                                          | Forces Aèries dels Estats Units    | Forces Aèries dels Estats Units    |
| 12 de desembre 16:30   | | Forces Aèries dels Estats Units                                    | Suborbital                                              | Vol de prova                                                                             | 12 de desembre                     | Reeixit                            |

## Encontres espacials
| Data (UTC)     | Nau espacial       | Esdeveniment                                                                              | Comentaris |
| -------------- | ------------------ | ----------------------------------------------------------------------------------------- | --- |
| 1 de gener     | New Horizons       | Sobrevol de l'objecte del cinturó de Kuiper 486958 Arrokoth                               | Es va descobrir un planetesimal, format per dues peces esferoides, es va sobrenomenar inicialment com a Ultima Thule.                                                  |
| 3 de gener     | Chang'e 4          | Allunatge al cràter de Von Kármán de la cara oculta de la Lluna, primícia de la humanitat | |
| 12 de febrer   | Juno               | 18è perijove de Júpiter                                                                   | |
| 21 de febrer   | Hayabusa2          | Primera recopilació de mostres de l'asteroide Ryugu                                       | |
| 4 d'abril      | Sonda Solar Parker | Segon periheli                                                                            | |
| 4 d'abril      | Beresheet          | Inserció orbital lunar                                                                    | |
| 5 d'abril      | Hayabusa2          | Alliberament del Small Carry-On Impactor (SCI) a la superfície de Ryugu                   | SCI va crear un cràter per a més investigacions. Es va implementar una càmera dedicada DCAM-3 per observar l'impacte.                                                  |
| 6 d'abril      | Juno               | 19è perijove                                                                              | |
| 11 d'abril     | Beresheet          | Allunatge                                                                                 | Es va estavellar per un problema del giroscopi |
| 29 de maig     | Juno               | 20è perijove                                                                              | |
| 11 de juliol   | Hayabusa2          | Segona recollida de mostres de Ryugu                                                      | |
| 21 de juliol   | Juno               | 21è perijove                                                                              | |
| 20 d'agost     | Chandrayaan-2      | Inserció orbital lunar                                                                    | |
| 1 de setembre  | Sonda Solar Parker | Tercer periheli                                                                           | |
| 6 de setembre  | Chandrayaan-2      | Allunatge                                                                                 | El mòdul de descens Vikram es va estavellar després de perdre l'actitud i el contacte a una alçada de 2,3 km.                                                          |
| 12 de setembre | Juno               | 22è perijove                                                                              | |
| 2 d'octubre    | Hayabusa2          | Desplegament de ROVER-2 (MINERVA-II-2)                                                    | El rover va fallar abans del desplegament, es va desplegar en òrbita al voltant de l'asteroide per realitzar mesures gravitacionals abans que impactés el 8 d'octubre. |
| 3 de novembre  | Juno               | 23è perijove                                                                              | |
| 13 de novembre | Hayabusa2          | Sortida de Ryugu                                                                          | |
| 26 de desembre | Sonda Solar Parker | Segona assistència de gravetat a Venus                                                    | |
| 26 de desembre | Juno               | 24è perijove                                                                              | |

## Activitats extravehiculars (EVAs)
| Inici Data/Hora      | Duració           | Hora fi | Nau espacial                | Tripulació                       | Comentaris |
| -------------------- | ----------------- | ------- | --------------------------- | -------------------------------- | --- |
| 22 de març 12:01     | 6 hores 39 minuts | 18:40   | Expedició 59 Quest de l'EEI | Anne McClain Nick Hague          | - es van connectar 3 noves bateries de liti-ió per substituir 6 bateries Ni-H antigues al canal d'energia 4A del segment P4. - es va netejar el mecanisme d'atracament comú del Unity mitjançant cinta Kapton - es va fixar una brida per a les fixacions de la caixa de cobertes de la matriu solar. |
| 29 de març 11:42     | 6 hores 45 minuts | 18:27   | Expedició 59 Quest de l'EEI | Nick Hague Christina Koch        | - es van connectar 3 noves bateries de liti-ió per substituir 6 bateries Ni-H antigues al canal d'energia 2A del segment P4. - es van desconnectar els cables i traslladar una placa adaptadora per permetre el Canadarm2 per treure una bateria liti-ió avariada. |
| 8 d'abril 11:31      | 6 hores 29 minuts | 18:00   | Expedició 59 Quest de l'EEI | Anne McClain David Saint-Jacques | - es van instal·lar cables de pont entre el mòdul Unity i l'estructura S0 per establir energia de redundància al Canadarm2. - es van instal·lar cables per proveir de més cobertura de comunicacions sense fils a l'exterior del complex orbital. - es va traslladar una placa d'adaptador del passeig espacial del 22 de març en preparació per a futures operacions d'actualització de bateries |
| 29 de maig 15:42     | 6 hores 1 minut   | 21:43   | Expedició 59 Pirs de l'EEI  | Oleg Kononenko Aleksei Ovtxinin  | - es van retirar experiments del compartiment d'acoblatge del Pirs i es van netejar les finestres. - es va instal·lar un passamans per connectar el Zarià al Poisk i reubicar el Plume Measuring Unit. - es va traslladar el Mòdul de Servei Zvesdà i es va retirar i expulsar els Plasma Monitoring Units. - es va felicitar a Alexei Leonov pel seu aniversari que va ser el primer caminant espacial i celebra el seu 85è aniversari el 30 de maig. També es va portar una imatge de Leonov a l'espai. |
| 21 d'agost 12:27     | 6 hores 32 minuts | 18:59   | Expedició 60 Quest de l'EEI | Nick Hague Andrew R. Morgan      | Hague i Morgan van instal·lar el darrer International Docking Adapter al Mòdul Harmony. La tasca d'aquest passeig espacial era idèntica al passeig 194 i requeria un treball tant pels astronautes com pel Dextre per instal·lar el port d'acoblament en preparació per la prova de vol orbital de Boeing CST-100 Starliner, que es produirà a finals de desembre. La tripulació també va passar els cables i va instal·lar routers de wifi per a propers experiments. |
| 6 d'octubre 11:39    | 7 hores 01 minut  | 18:40   | Expedició 61 Quest de l'EEI | Christina Koch Andrew R. Morgan  | Aquest passeig espacial va ser el primer de l'Expedició 61 i el primer d'una sèrie de cinc que va substituir i millorar les bateries de l'estació a l'armadura P6. |
| 11 d'octubre 11:38   | 6 hores 45 minuts | 18:23   | Expedició 61 Quest de l'EEI | Andrew R. Morgan Christina Koch  | Aquest passeig espacial va ser el segon de l'Expedició 61 i el segon d'una sèrie de cinc per substituir i millorar les bateries de l'estació a l'armadura P6. Abans de sortir a la portella, el Control de Missió de Moscou va transmetre a la tripulació que Alexei Leonov havia mort i que aquest passeig espacial li fou dedicat. Quan la tripulació va entrar i es va treure els vestits, cadascun va dir unes paraules en record de Leonov abans que el comandant de l'estació, Luca Parmitano, digués "Farewell Alexei, and ad astra." |
| 18 d'octubre 11:38   | 7 hores 17 minuts | 18:55   | Expedició 61 Quest de l'EEI | Christina Koch Jessica Meir      | Aquest passeig espacial va ser el tercer de l'Expedició 61 i el tercer d'una sèrie de cinc per substituir i millorar les bateries de l'estació a l'armadura P6. Alguns dels canvis de bateria es van retardar a l'EVA 222 a causa d'una fallada de corrent en un Battery Charge Discharge Unit a les ranures 5 i 6 del P6 Truss que desconnecta el canal de la bateria 4B. Koch i Meir van substituir la unitat fallida i la van tornar a posar a dins. L'intercanvi de la bateria es va traslladar a l'EVA 222 per estalviar temps i Meir i Koch van tancar el passeig espacial instal·lant un moll al Mòdul Columbus i van estrènyer els cargols de l'armadura S0, que s'havien afluixat. Aquest passeig espacial va ser el primer passeig espacial exclusivament femení. Durant el passeig espacial, el President Trump va trucar a l'estació i va felicitar Koch i Meir per aquesta fita. |
| 15 de novembre 11:39 | 6 hores 39 minuts | 18:18   | Expedició 61 Quest de l'EEI | Luca Parmitano Andrew Morgan     | Primer d'una sèrie de quatre passejades espacials per reparar l'Alpha Magnetic Spectrometer que va patir una fallada elèctrica l'any passat en una de les seves quatre bombes de refrigeració que limitava el funcionament de l'experiment. Parmitano i Morgan van sortir a l'exterior i van treure una placa de cobertura de l'AMS i van abandonar-la a l'espai per deixar lloc a una bomba criogènica que muntarien entre passeigs espacials. Alguns dels parabolts van ocasionar problemes, però Parmitano els va treure tots. El més destacat del passeig espacial és quan Andrew Morgan va llançar la placa de coberta per la borda i va sortir a la popa de l'estació cap al buit de l'espai. La placa romandrà en òrbita uns dies fins a finals de desembre, quan entri a l'atmosfera i es cremi. La tripulació també va treure diverses tires de fibra de carboni al voltant de les línies de fluid i va instal·lar baranes i barres de subjecció com a tasca avançada. Aquest passeig espacial marca el retorn de Parmitano al passeig espacial després de l'incident de l'aigua al casc durant l'EVA 171. |
| 22 de novembre 12:02 | 6 hores 33 minuts | 16:35   | Expedició 61 Quest de l'EEI | Luca Parmitano Andrew Morgan     | El segon d'una sèrie de quatre passejades espacials per reparar l'AMS. Parmitano i Morgan van tallar les línies de fluid i van instal·lar un respirador a l'Experiment AMS per preparar l'antiga bomba de refrigeració per retirar-la al tercer passeig espacial. Parmitano i Morgan també van encaminar cables i van instal·lar una nova font d'alimentació per alimentar les bombes quan s'instal·len al tercer passeig espacial. |
| 2 de desembre 11:31  | 6 hores 2 minuts  | 17:33   | Expedició 61 Quest de l'EEI | Luca Parmitano Andrew Morgan     | El tercer d'una sèrie de quatre passejades espacials per reparar l'AMS. Parmitano i Morgan van sortir al tercer passeig espacial i van instal·lar la bomba criogènica i van encaminar línies elèctriques i de fluid per alimentar la bomba. Els controladors de vol a Houston, Huntsville, i al CERN van activar l'experiment i va emetre per ràdio a la tripulació que AMS va passar amb força. La tripulació va acabar el passeig espacial fent una tasca avançada cobrint AMS amb manta tèrmica. |

## Esdeveniments de deixalles espacials
| Data/Hora (UTC)   | Objecte origen                                                                   | Tipus d'esdeveniment                       | Parts identificades | Comentaris |
| ----------------- | -------------------------------------------------------------------------------- | ------------------------------------------ | ------------------- | --- |
| 27 de març        | Microsat-R (sospitat) i un vehicle caçador cinètic                               | Prova de míssil antisatèl·lit indi de 2019 | 121                 | El Primer Ministre indi Narendra Modi va anunciar una prova amb èxit d'una arma antisatèl·lit. Es va creure que la prova havia destruït el satèl·lit Microsat-R llançat el gener. |
| Principis d'abril | Un tram superior Centaur V (anteriorment amb International Designator 2018-079B) | Desconegut                                 | 54                  | El tram superior del Centaur V que va transportar AEHF -4 en òrbita alta el·líptica el 17 d'octubre de 2018 va fallar per causes desconegudes.                                    |

## Estadístiques de llançaments orbitals

### Per país
Als efectes d'aquesta secció, el recompte anual de llançaments orbitals per països assigna cada vol al país d'origen del coet, no al proveïdor de serveis de llançament o al port espacial. Com a exemples, els llançaments Soiuz d'Arianespace a Kourou es compten sota Rússia perquè el Soiuz-2 és un coet rus.
| País | País            | Llançaments | Reeixits | Errors | Errors parcials | Comentaris                                                                         |
| ---- | --------------- | ----------- | -------- | ------ | --------------- | ---------------------------------------------------------------------------------- |
|      | R.P. de la Xina | 34          | 32       | 2      | 0               |                                                                                    |
|      | Unió Europea    | 6           | 5        | 1      | 0               |                                                                                    |
|      | Índia           | 6           | 6        | 0      | 0               |                                                                                    |
|      | Iran            | 2           | 0        | 2      | 0               | A més, un coet va explotar a la plataforma de llançament durant una prova a terra. |
|      | Japó            | 2           | 2        | 0      | 0               |                                                                                    |
|      | Rússia          | 25          | 25       | 0      | 0               | Inclou tres llançaments de Soiuz europeus des de la Guaiana Francesa               |
|      | Estats Units    | 27          | 27       | 0      | 0               | Inclou sis llançaments Electron des de Mahia                                       |
| Món  | Món             | 102         | 97       | 5      | 0               |                                                                                    |

### Per coet
- Antares 200
- Ariane 5
- Atlas V
- Delta IV
- Delta IV Heavy
- Electron
- Falcon 9 nou
- Falcon 9 reutilitzat
- Falcon Heavy
- Kuaizhou 1A
- Llarga Marxa 2
- Llarga Marxa 3
- Llarga Marxa 4
- Llarga Marxa 5
- Llarga Marxa 6
- Llarga Marxa 11
- Soiuz-FG
- Soiuz-2 (Rússia)
- Soiuz-ST (Europa)
- PSLV
- GSLV Mk II
- GSLV Mk III
- Proton-M
- Rókot
- Vega
- Altres

#### Per família
| Família          | País            | Llançaments | Reeixits | Errors | Errors parcials | Comentaris |
| ---------------- | --------------- | ----------- | -------- | ------ | --------------- | ---------- |
| Antares          | Estats Units    | 2           | 2        | 0      | 0               |            |
| Ariane           | Unió Europea    | 4           | 4        | 0      | 0               |            |
| Atlas            | Estats Units    | 2           | 2        | 0      | 0               |            |
| Delta            | Estats Units    | 3           | 3        | 0      | 0               |            |
| Electron         | Estats Units    | 6           | 6        | 0      | 0               |            |
| Epsilon          | Japó            | 1           | 1        | 0      | 0               |            |
| Falcon           | Estats Units    | 13          | 13       | 0      | 0               |            |
| H-II             | Japó            | 1           | 1        | 0      | 0               |            |
| Hyperbola        | R.P. de la Xina | 1           | 1        | 0      | 0               |            |
| Jielong          | R.P. de la Xina | 1           | 1        | 0      | 0               |            |
| Kuaizhou         | R.P. de la Xina | 5           | 5        | 0      | 0               |            |
| Llarga Marxa     | R.P. de la Xina | 26          | 25       | 1      | 0               |            |
| OneSpace         | R.P. de la Xina | 1           | 0        | 1      | 0               |            |
| Pegasus          | Estats Units    | 1           | 1        | 0      | 0               |            |
| R-7              | Rússia          | 18          | 18       | 0      | 0               |            |
| Safir            | Iran            | 1           | 0        | 1      | 0               |            |
| Simorgh          | Iran            | 1           | 0        | 1      | 0               |            |
| SLV              | Índia           | 6           | 6        | 0      | 0               |            |
| Universal Rocket | Rússia          | 7           | 7        | 0      | 0               |            |
| Vega             | Unió Europea    | 2           | 1        | 1      | 0               |            |

#### Per tipus
| Coet            | País            | Família          | Llançaments | Reeixits | Fracassos | Fracassos parcials | Comentaris                       |
| --------------- | --------------- | ---------------- | ----------- | -------- | --------- | ------------------ | -------------------------------- |
| Antares 200     | Estats Units    | Antares          | 2           | 2        | 0         | 0                  |                                  |
| Ariane 5        | Unió Europea    | Ariane           | 4           | 4        | 0         | 0                  |                                  |
| Atlas V         | Estats Units    | Atlas            | 2           | 2        | 0         | 0                  |                                  |
| Delta IV        | Estats Units    | Delta            | 3           | 3        | 0         | 0                  | Inclou derivat de Delta IV Heavy |
| Electron        | Estats Units    | Electron         | 6           | 6        | 0         | 0                  |                                  |
| Epsilon         | Japó            | Epsilon          | 1           | 1        | 0         | 0                  |                                  |
| Falcon 9        | Estats Units    | Falcon           | 13          | 13       | 0         | 0                  | Inclou derivat de Falcon Heavy   |
| GSLV Mk III     | Índia           | SLV              | 1           | 1        | 0         | 0                  |                                  |
| H-IIB           | Japó            | H-II             | 1           | 1        | 0         | 0                  |                                  |
| Hyperbola-1     | R.P. de la Xina | Hyperbola        | 1           | 1        | 0         | 0                  |                                  |
| Jielong 1       | R.P. de la Xina | Jielong          | 1           | 1        | 0         | 0                  |                                  |
| Kuaizhou 1      | R.P. de la Xina | Kuaizhou         | 5           | 5        | 0         | 0                  |                                  |
| Llarga Marxa 2  | R.P. de la Xina | Llarga Marxa     | 2           | 2        | 0         | 0                  |                                  |
| Llarga Marxa 3  | R.P. de la Xina | Llarga Marxa     | 12          | 12       | 0         | 0                  |                                  |
| Llarga Marxa 4  | R.P. de la Xina | Llarga Marxa     | 7           | 6        | 1         | 0                  |                                  |
| Llarga Marxa 5  | R.P. de la Xina | Llarga Marxa     | 1           | 1        | 0         | 0                  |                                  |
| Llarga Marxa 6  | R.P. de la Xina | Llarga Marxa     | 1           | 1        | 0         | 0                  |                                  |
| Llarga Marxa 11 | R.P. de la Xina | Llarga Marxa     | 3           | 3        | 0         | 0                  |                                  |
| OS-M            | R.P. de la Xina | OneSpace         | 1           | 0        | 1         | 0                  |                                  |
| Pegasus         | Estats Units    | Pegasus          | 1           | 1        | 0         | 0                  |                                  |
| Proton-M        | Rússia          | Universal Rocket | 5           | 5        | 0         | 0                  |                                  |
| PSLV            | Índia           | SLV              | 5           | 5        | 0         | 0                  |                                  |
| Safir           | Iran            | Safir            | 1           | 0        | 1         | 0                  |                                  |
| Simorgh         | Iran            | Simorgh          | 1           | 0        | 1         | 0                  |                                  |
| Soiuz           | Rússia          | R-7              | 3           | 3        | 0         | 0                  |                                  |
| Soiuz-2 or ST   | Rússia          | R-7              | 15          | 15       | 0         | 0                  |                                  |
| UR-100          | Rússia          | Universal Rocket | 2           | 2        | 0         | 0                  |                                  |
| Vega            | Unió Europea    | Vega             | 2           | 1        | 1         | 0                  |                                  |

#### Per configuració
| Coet                           | País            | Tipus           | Llançaments | Reeixits | Fracassos | Fracassos parcials | Comentaris |
| ------------------------------ | --------------- | --------------- | ----------- | -------- | --------- | ------------------ | ---------- |
| Antares 230                    | Estats Units    | Antares 200     | 1           | 1        | 0         | 0                  |            |
| Antares 230+                   | Estats Units    | Antares 200     | 1           | 1        | 0         | 0                  |            |
| Ariane 5 ECA                   | Unió Europea    | Ariane 5        | 4           | 4        | 0         | 0                  |            |
| Atlas V 551                    | Estats Units    | Atlas V         | 1           | 1        | 0         | 0                  |            |
| Atlas V N22                    | Estats Units    | Atlas V         | 1           | 1        | 0         | 0                  |            |
| Delta IV Medium+ (4,2)         | Estats Units    | Delta IV        | 1           | 1        | 0         | 0                  |            |
| Delta IV Medium+ (5,4)         | Estats Units    | Delta IV        | 1           | 1        | 0         | 0                  |            |
| Delta IV Heavy                 | Estats Units    | Delta IV        | 1           | 1        | 0         | 0                  |            |
| Epsilon                        | Japó            | Epsilon         | 1           | 1        | 0         | 0                  |            |
| Electron                       | Estats Units    | Electron        | 6           | 6        | 0         | 0                  |            |
| Falcon 9 Block 5               | Estats Units    | Falcon 9        | 11          | 11       | 0         | 0                  |            |
| Falcon Heavy                   | Estats Units    | Falcon 9        | 2           | 2        | 0         | 0                  |            |
| GSLV Mk III                    | Índia           | GSLV Mk III     | 1           | 1        | 0         | 0                  |            |
| H-IIB                          | Japó            | H-IIB           | 1           | 1        | 0         | 0                  |            |
| Hyperbola-1                    | R.P. de la Xina | Hyperbola-1     | 1           | 1        | 0         | 0                  |            |
| Jielong 1                      | R.P. de la Xina | Jielong 1       | 1           | 1        | 0         | 0                  |            |
| Kuaizhou 1A                    | R.P. de la Xina | Kuaizhou-1      | 5           | 5        | 0         | 0                  |            |
| Llarga Marxa 2C                | R.P. de la Xina | Llarga Marxa 2  | 1           | 1        | 0         | 0                  |            |
| Llarga Marxa 2D                | R.P. de la Xina | Llarga Marxa 2  | 1           | 1        | 0         | 0                  |            |
| Llarga Marxa 3B/E              | R.P. de la Xina | Llarga Marxa 3  | 8           | 8        | 0         | 0                  |            |
| Llarga Marxa 3B/E / YZ-1       | R.P. de la Xina | Llarga Marxa 3  | 3           | 3        | 0         | 0                  |            |
| Llarga Marxa 3C                | R.P. de la Xina | Llarga Marxa 3  | 1           | 1        | 0         | 0                  |            |
| Llarga Marxa 4B                | R.P. de la Xina | Llarga Marxa 4  | 4           | 4        | 0         | 0                  |            |
| Llarga Marxa 4C                | R.P. de la Xina | Llarga Marxa 4  | 3           | 2        | 1         | 0                  |            |
| Llarga Marxa 5                 | R.P. de la Xina | Llarga Marxa 5  | 1           | 1        | 0         | 0                  |            |
| Llarga Marxa 6                 | R.P. de la Xina | Llarga Marxa 6  | 1           | 1        | 0         | 0                  |            |
| Llarga Marxa 11                | R.P. de la Xina | Llarga Marxa 11 | 3           | 3        | 0         | 0                  |            |
| OS-M1                          | R.P. de la Xina | OS-M            | 1           | 0        | 1         | 0                  |            |
| Pegasus XL                     | Estats Units    | Pegasus XL      | 1           | 1        | 0         | 0                  |            |
| Proton-M / Briz-M              | Rússia          | Proton-M        | 3           | 3        | 0         | 0                  |            |
| Proton-M / Blok DM-03          | Rússia          | Proton-M        | 2           | 2        | 0         | 0                  |            |
| PSLV-CA                        | Índia           | PSLV            | 1           | 1        | 0         | 0                  |            |
| PSLV-XL                        | Índia           | PSLV            | 1           | 1        | 0         | 0                  |            |
| PSLV-DL                        | Índia           | PSLV            | 1           | 1        | 0         | 0                  |            |
| PSLV-QL                        | Índia           | PSLV            | 2           | 2        | 0         | 0                  |            |
| Rókot / Briz-KM                | Rússia          | UR-100          | 2           | 2        | 0         | 0                  |            |
| Safir-1b+                      | Iran            | Safir           | 1           | 0        | 1         | 0                  |            |
| Simorgh                        | Iran            | Simorgh         | 1           | 0        | 1         | 0                  |            |
| Soiuz-FG                       | Rússia          | Soiuz           | 3           | 3        | 0         | 0                  |            |
| Soiuz-2.1a or ST-A             | Rússia          | Soiuz-2         | 4           | 4        | 0         | 0                  |            |
| Soiuz-2.1a or ST-A / Fregat-M  | Rússia          | Soiuz-2         | 2           | 2        | 0         | 0                  |            |
| Soiuz-2.1b or ST-B / Fregat-M  | Rússia          | Soiuz-2         | 6           | 6        | 0         | 0                  |            |
| Soiuz-2.1b or ST-B / Fregat-MT | Rússia          | Soiuz-2         | 1           | 1        | 0         | 0                  |            |
| Soiuz-2-1v / Volga             | Rússia          | Soiuz-2         | 2           | 2        | 0         | 0                  |            |
| Vega                           | Unió Europea    | Vega            | 2           | 1        | 1         | 0                  |            |

### Per zona de llançament
- Jiuquan
- Taiyuan
- Wenchang
- Xichang
- Mar Groga
- Kourou
- Satish Dhawan
- Semnan
- Tanegashima
- Uchinoura
- Baikonur
- Mahia
- Plesetsk
- Vostotxni
- Cape Canaveral
- Kennedy
- MARS
- Vandenberg

| Lloc           | País            | Llançaments | Reeixits | Errors | Errors parcials | Comentaris |
| -------------- | --------------- | ----------- | -------- | ------ | --------------- | --- |
| Baikonur       | Kazakhstan      | 13          | 13       | 0      | 0               | |
| Cape Canaveral | Estats Units    | 13          | 13       | 0      | 0               | Inclou el llançament de l'11 d'octubre del Pegasus XL que l'aeronau transportadora va ser enlairada des de Cape Canaveral |
| Jiuquan        | R.P. de la Xina | 9           | 8        | 1      | 0               | |
| Kennedy        | Estats Units    | 3           | 3        | 0      | 0               | |
| Kourou         | França          | 9           | 8        | 1      | 0               | |
| Mahia          | Nova Zelanda    | 6           | 6        | 0      | 0               | |
| MARS           | Estats Units    | 2           | 2        | 0      | 0               | |
| Plesetsk       | Rússia          | 8           | 8        | 0      | 0               | |
| Satish Dhawan  | Índia           | 6           | 6        | 0      | 0               | |
| Semnan         | Iran            | 2           | 0        | 2      | 0               | Addicionalment, un coet va explotar a la plataforma de llançament durant una prova terrestre.                             |
| Taiyuan        | R.P. de la Xina | 10          | 9        | 1      | 0               | |
| Tanegashima    | Japó            | 1           | 1        | 0      | 0               | |
| Uchinoura      | Japó            | 1           | 1        | 0      | 0               | |
| Vandenberg     | Estats Units    | 3           | 3        | 0      | 0               | |
| Vostotxni      | Rússia          | 1           | 1        | 0      | 0               | |
| Wenchang       | R.P. de la Xina | 1           | 1        | 0      | 0               | |
| Xichang        | R.P. de la Xina | 13          | 13       | 0      | 0               | |
| Mar Groga      | R.P. de la Xina | 1           | 1        | 0      | 0               | |
| Total          | Total           | 102         | 97       | 5      | 0               | |

### Per òrbita
- Transatmosfèric
- Terrestre Baixa
- Terrestre Baixa (EEI)
- Terrestre Baixa (SSO)
- Terrestre Baixa (retrograda)
- Terrestre Mitjana
- Geosíncrona
(transferència)
- Inclinada de GSO
- Terrestre Alta
- Heliocèntrica

| Règim orbital                            | Llançaments | Assolits | No assolits | Assolits accidentalment | Comentaris                                                     |
| ---------------------------------------- | ----------- | -------- | ----------- | ----------------------- | -------------------------------------------------------------- |
| Transatmosfèric                          | 0           | 0        | 0           | 0                       |                                                                |
| Terrestre Baixa / Heliosíncrona          | 66          | 61       | 5           | 0                       |                                                                |
| Terrestre Mitjana                        | 9           | 9        | 0           | 0                       |                                                                |
| Geosíncrona / GTO                        | 24          | 24       | 0           | 0                       | Inclou dues òrbites GSO inclinades (inclined GSO orbit o IGSO) |
| Terrestre Alta / transferència lunar     | 2           | 2        | 0           | 0                       |                                                                |
| Heliocèntrica / transferència planetària | 1           | 1        | 0           | 0                       |                                                                |
| Total                                    | 102         | 97       | 5           | 0                       |                                                                |